# Valanga Townsend
Una valanga Townsend è una reazione a cascata in cui interagiscono gli elettroni in una regione con un campo elettrico sufficientemente intenso. La reazione deve avvenire in un mezzo che può essere facilmente ionizzato, come l'aria o un gas nobile. Questo effetto è usato per moltiplicare la carica nei contatori Geiger e nei contatori proporzionali. La radiazione incidente ionizza vari atomi o molecole del mezzo creando coppie elettrone - ione. Gli ioni si muovono verso il catodo, mentre gli elettroni verso l'anodo. Gli elettroni sono accelerati dal campo elettrico tra un urto e un altro; se l'energia che riescono ad acquistare è sufficiente per produrre un'ulteriore ionizzazione allora si forma una valanga.
Il vantaggio di avere una valanga è che la carica viene moltiplicata per un fattore molto grande e quindi il segnale che si induce sull'anodo è molto più grande. Prende il nome dal fisico inglese John Sealy Townsend.